# Giancarlo Pretini
Giancarlo Pretini (Legnago, 1928 – 5 giugno 2009) è stato uno scrittore italiano, esperto di teatro popolare e arti circensi.
Giancarlo Pretini è stato un importante studioso del teatro popolare e della cultura circense italiana, che divulgò grazie alla stesura di un'enciclopedia in 18 volumi.

## Biografia
Originario di Legnago, ma trasferitosi con la famiglia in Friuli in giovane età, Giancarlo Pretini si diplomò all'Istituto Tecnico Malignani come perito elettrico, diventando in seguito proprietario della ditta di impianti di riscaldamento Pretini & C. Proprio grazie a questo lavoro ebbe modo di viaggiare e di assistere a numerosi spettacoli sia di circo, che di teatro popolare, mantenendo attiva la propria passione per il mondo dei viaggianti. In queste sue peregrinazioni portò avanti diverse ricerche sul mondo del circo e iniziò a collezionare diversi documenti e materiali che confluiranno nella sua personale collezione che constava di: 
(M. BLASONI, Una mostra per Giancarlo Pretini storico del circo e delle meraviglie, in Messaggero Veneto, 21 agosto 2010.)
Pretini fondò la casa editrice Trapezio attraverso la quale pubblicò la rivista trimestrale Immaginifico, dedicata allo spettacolo popolare, alla quale collaborò anche Mario Verdone, e i diciotto volumi da lui redatti, ciascuno dei quali si focalizza su di uno specifico tema dell'intrattenimento viaggiante, il primo dei quali è La grande cavalcata.
A Pretini va il merito di aver recuperato I Piccoli di Vittorio Podrecca e di aver scoperto le origini udinesi di Antonio Franconi, uno dei padri del circo equestre, grazie all'atto di nascita ritrovato presso la chiesa di San Giacomo.

## Pubblicazioni
- La grande cavalcata, Udine, Trapezio, 1984.
- Dalla fiera al luna park, Udine, Trapezio, 1984.
- Facanapa e gli altri, Udine, Trapezio, 1985
- Ambulante come spettacolo, Udine, Trapezio, 1987.
- Antonio Franconi e la nascita del circo, Udine, Trapezio, 1988.
- Il circo di carta, Udine, Trapezio, 1988.
- L'anima del circo con le "Memorie di Joseph Grimaldi" di Charles Dickens, Udine, Trapezio, 1989.
- Folklore. Spettacolo della memoria vol. 1, Udine, Trapezio, 1990.
- Folklore. Spettacolo della memoria vol. 2, Udine, Trapezio, 1990.
- Thesaurus Circensis vol. 1, Udine, Trapezio, 1990.
- Thesaurus Circensis vol. 2, Udine, Trapezio, 1990.
- Spettacolo a cavallo vol. 1, Udine, Trapezio, 1993.
- Spettacolo a cavallo vol. 2, Udine, Trapezio, 1993.
- Dizionario ragionato di equitazione, Udine, Trapezio, 1993.
- Spettacolo leggero dal music-hall, al varietà, alla rivista, al musical, Udine, Trapezio, 1997.
- La piazza delle meraviglie, Udine, Trapezio, 1999.
- Il teatro dell'anima, Udine, Trapezio, 2001.
- Il palcoscenico incantato, Udine, Trapezio, 2002.